# Symphurus trifasciatus
Symphurus trifasciatus es una especie de pez de la familia Cynoglossidae en el orden de los Pleuronectiformes.

## Distribución geográfica
Se encuentran en el Océano Índico (Golfo de Omán, Bahía de Bengala y Sri Lanka).